# صوت لبنان العربي

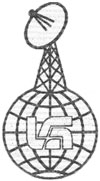
شعار صوت لبنان العربي

إذاعة صوت لبنان العربي هي اذاعة لبنانية تبث من بيروت. اسستها حركة المرابطون عام 1978م كاذاعة حزبية وتجارية في لبنان. توقفت عن البث لفترة طويلة ثم عادت منذ سنوات لتبث البرامج الأخبارية والسياسية بالإضافة للمنوعات والبرامج المحلية والفنية الألعاب.

## موجاتها
تبث الإذاعة على الموجات التالية:
- الأنترنت: البث الحي.